# João-Coutinho-Klasse
Die João-Coutinho-Klasse ist eine Schiffsklasse von sechs Korvetten der portugiesischen Marine. Sie stehen seit Mitte der 1970er Jahre im Dienst. Die noch in Dienst stehenden Einheiten werden heute als Patrouillenboote eingesetzt.
Aus der Klasse wurden einige weitere Korvettenklassen abgeleitet. Hierzu zählten die Baptista-de-Andrade-, Descubierta-, Espora-bzw. MEKO 140- und D'Estienne-d'Orves-Klasse.

## Geschichte
Die Schiffe wurden in Portugal entworfen. Das Land verwendete die Schiffe für den Einsatz in seinen damals nach Unabhängigkeit strebenden Kolonien. Gebaut wurden die Schiffe auf Werften in Westdeutschland und Spanien. Auf die ab 1968 bei Blohm + Voss in Hamburg gebaute João Coutinho wurde im Oktober 1969 ein Sprengstoffanschlag verübt.
Nach Indienststellung kamen sie bei Patrouillen- und Kampfeinsätzen in Angola, Mosambik, Guinea-Bissau und den Kapverden zum Einsatz. Nachdem die afrikanischen Kolonien ihre Unabhängigkeit erhalten hatten, kamen die Schiffe als Patrouillenboote in den portugiesischen Hoheitsgewässern zum Einsatz.
In den Jahren 1989–1991 wurde das Hauptradar modernisiert und eine Satellitenkommunikation (Inmarsat) installiert. Auch ein SIFICAP-Satelliten-Datenaustauschsystem für den Fischereischutz mit Landeinsatzzentralen wurde eingerüstet. Die U-Jagdausrüstung wurde ausgebaut und die Besatzung infolge der geänderten Aufgaben reduziert.

## Einheiten
Alle Schiffe sind in Lissabon beheimatet; sie wurden nach Politikern und Offizieren benannt, die eine Rolle in der portugiesischen Marine- und Kolonialgeschichte gespielt haben.
| Kennung | Name                      | Bauwerft              | Kiellegung        | Stapellauf      | Indienststellung  | Außerdienststellung | Verbleib                                        |
| ------- | ------------------------- | --------------------- | ----------------- | --------------- | ----------------- | ------------------- | ----------------------------------------------- |
| F 471   | NRP António Enes          | Bazán, Ferrol         | 10. April 1968    | 16. August 1969 | 18. Juni 1971     |                     | aktiv                                           |
| F 475   | NRP João Coutinho         | Blohm + Voss, Hamburg | 24. Dezember 1968 | 2. Mai 1969     | 7. März 1970      | 31. August 2014     | außer Dienst                                    |
| F 476   | NRP Jacinto Cândido       | Blohm + Voss, Hamburg | 10. Februar 1969  | 16. Juni 1969   | 29. Mai 1970      | 15. November 2018   | außer Dienst                                    |
| F 477   | NRP General Pereira D'Eça | Blohm + Voss, Hamburg | 21. April 1969    | 26. Juli 1969   | 10. Oktober 1970  | 2013                | 2016 versenkt – Verwendung als künstliches Riff |
| F 484   | NRP Augusto de Castilho   | Bazán, Ferrol         | August 1968       | 5. Juli 1969    | 14. November 1970 | 2003                | außer Dienst                                    |
| F 485   | NRP Honório Barreto       | Bazán, Ferrol         | Juli 1968         | 11. April 1970  | 15. April 1971    | 2003                | außer Dienst                                    |

Mit Zulauf der Patrouillenboote der Viana-do-Castelo-Klasse werden die verbliebenen Schiffe (wie auch die Baptista-de-Andrade-Klasse) zum Ende des zweiten Jahrzehnts des 21. Jahrhunderts außer Dienst gestellt.